# HTC One S
HTC One S es un terminal que HTC presentó en el Mobile World Congress celebrado en Barcelona los días 27,28, 29 de febrero y 1 de marzo. Este terminal fue presentado como el gama media-alta de la empresa, inferior al HTC One X y superior al HTC One V.

## Características

### Hardware
El HTC One S tiene un grosor de 7.8 mm -siendo de este modo uno de los teléfonos inteligentes más delgados del mercado- y una pantalla de 4.3 pulgadas de resolución de 960 x 540 pixeles (qHD), teniendo la carcasa la misma textura del One X y el One V.
Está construido en un cuerpo de aluminio de una sola pieza (lo cual hace que la batería no sea removible) que está disponible en negro y gris: la versión en negro ha sido sometida un proceso llamado oxidación por micro-arcos, que le da dicho color y por lo tanto hace que tenga un buen agarre, mientras la versión gris ha sido sometida a un proceso de degradación mediante la cual se obtiene el color.

### Pantalla
HTC One S tiene una pantalla Super AMOLED de 4,3 pulgadas con resolución de 960 x 540 con la tecnología PenTile (RGBG) y recubierta por Gorilla Glass.

### Cámara
Posee una cámara trasera de 8 megapixeles con flash-LED que puede grabar video a 1080p (fullHD) y que permite la captura simultánea de foto y video. Al igual que el One X y el One V, el One S puede tomar hasta 20 fotos seguidas en modo ráfaga, e igualmente tiene una serie de efectos de imagen. La cámara usa la tecnología ImageChip -exclusiva de HTC- que permite una mayor calidad de imagen así como un tiempo menor de captura -0,2 segundos-. También tiene una cámara delantera de resolución VGA para autorretratos y videoconferencias.

### Memoria y potencia
El HTC One S tiene un procesador de doble núcleo Qualcomm Snapdragon S4 de 1.5 GHz y 1 GB de memoria RAM, aunque las versiones para Europa Oriental y Asia tienen un Snapdragon S3 de 1.7 GHz; no obstante, tanto la versión de 1.5 como la de 1.7 GHz se pueden conseguir en ambos mercados. El puerto micro-USB tiene certificado MHL, lo cual permite que sea usado como salida HDMI. La memoria interna es de 16 GB, pero no puede ser expandida.

### Autonomía
Tiene una batería de 1650 mAH no extraíble que ofrece una duración de 10.5 horas de conversación y 13.2 días en espera.

### Software
Al igual que sus hermanos, el One S viene de fábrica con Android 4.0.3, conocido como Ice Cream Sandwich, y con la interface Sense 4. Cuando es sacado de la caja, ofrece la posibilidad de adquirir gratis 25 GB en Dropbox durante 2 años. A comienzos de 2013, HTC prometió liberar la actualización a Android 4.1 Jelly Bean, con la interfaz Sense 4 +, empezando por Europa. Igualmente en América Latina, HTC confirmó que no habrá actualización de 4.2.2 sense 5.

## Variantes

### HTC J
El HTC J es la versión japonesa del One S, diferenciándose de la versión internacional en que posee una batería de mayor capacidad y que funciona con WiMAX.

### Special Edition
Es una versión del One S que se vende exclusivamente en Taiwán. Sus únicas diferencias respecto a la versión internacional es que posee una memoria interna de 64 GB, tiene Android 4.1 de fábrica y solo está disponible en color blanco. Se espera su llegada a Estados Unidos, Inglaterra y Latinoamérica en la mitad del 2013.

## Disponibilidad
- En Estados Unidos el HTC One S tiene la exclusiva con T-Mobile.

- En España es vendido por Vodafone desde el 17 de abril de 2012 por un precio de 439 euros, pudiéndose conseguir desbloqueado de fábrica por 600 euros.[3]

- En Canadá es vendido por Mobilicity, Wind Mobile, Virgin Mobile y Rogers Wireless.

- En México es vendido en exclusiva con Telcel desde mediados de marzo de 2013, estando a un costo de 8000 pesos en prepago y a 2000 pesos al ser contratado en un plan de 24 meses por 500 pesos mensuales.[4]